# توماس ریدل وبستر
توماس ریدل وبستر (انگلیسی: Thomas Riddell-Webster؛ ۱۲ فوریه ۱۸۸۶ – ۲۷ مه ۱۹۷۴) فرد نظامی اهل بریتانیا بود. وی همچنین برندهٔ جوایزی همچون نشان حمام شده‌است.